# 德胜
德胜（1465年三月—1466年闰三月）为中国明朝时期起事者刘通的年号，前后共2年。

## 公元纪年对照表
| 德胜 | 元年   | 二年   |
| ---- | ------ | ------ |
| 公元 | 1465年 | 1466年 |
| 干支 | 乙酉   | 丙戌   |

## 同期存在的其他政权年号
- 中國
  - 成化（1465年－1487年）：明朝—明宪宗朱見深之年号
- 越南
  - 光順（1460年－1470年）：后黎朝—黎圣宗黎思诚之年号
- 日本
  - 宽正（1460年－1466年）：后花园天皇与後土御門天皇之年號
  - 文正（1466年－1467年）：後土御門天皇之年號

## 參看
- 中國年號索引